# Tutela costitutiva
La tutela costitutiva, prevista in via generale dall'art. 2908 c.c., è quella tutela offerta dal giudice con provvedimenti giurisdizionali capaci di incidere direttamente nei rapporti tra privati, creando appunto effetti costitutivi.

## Fondamenti
Per le delicate conseguenze che comporta, si discute in dottrina l'eventuale carattere eccezionale di tale tutela, in quanto esclusi i casi di diritto od obbligo previsti dalla legge, soltanto dall'autonomia delle parti può aversi un effetto simile. 
Di altra opinione altra dottrina che vede nell'intervento del giudice soltanto una funzione di accertamento volta a modificare lo status dei fatti proprio seguendo la volontà originaria delle parti.
Entrambi gli orientamenti tralasciano però che in certe situazioni non serve un diritto soggettivo e, inoltre, gli effetti modificativi possono essere realizzati soltanto dalla sentenza del giudice e non da terzi: è il caso dello scioglimento del matrimonio, per esempio. Partendo da questo presupposto alcuni Autori ritengono che non si debba partire dai diritti potestativi per cercare di identificare questo tipo di tutela, bensì dagli interessi materiali tutelati che non avrebbero altrimenti rimedio. In altri termini il problema non risiede nella realtà materiale, ma sul piano degli effetti giuridici, sui quali appunto si interviene.

## Funzione
Se già inquadrare nel nostro ordinamento tale forma di tutela è cosa dibattuta ed incerta, non meno agevole è capire quale sia la reale funzione della tutela costitutiva, soprattutto se si abbandona l'antica impostazione che la vedeva relegata a mera attuazione di diritti potestativi. 
Da questa svolta di pensiero è sorta l'opinione diffusa che la tutela costitutiva possa avere una funzione di controllo sui diritti ed i singoli comportamenti dei privati. Tuttavia questa impostazione logica mostra evidenti crepe: se si adatta bene nei casi in cui il privato modifichi a priori la situazione soggettiva e spetti poi al giudice convalidarla, diventa più problematica per quegli atti propri del giudice previsti dall'ordinamento (es. risoluzione di un contratto per inadempimento). C'è da aggiungere che anche quando svolge una funzione di controllo, il giudice non attua una vera e propria tutela costitutiva ma fa uso di quei poteri di annullamento previsti in genere all'organo giudiziario.
Si pensa ultimamente che questa tutela assolva a varie finalità previste espressamente dall'ordinamento che non possono essere esemplificate in un concetto unitario.

## Applicazione
La principale applicazione, anche se non l'unica, di questo tipo di tutela riguarda l'invalidità dei contratti. Sulle scie dell'antica tradizione pandettistica si suole affermare che in caso di annullamento o risoluzione si avrà una sentenza costitutiva, mentre nel caso di nullità, simulazione e rescissione essa potrà essere solo dichiarativa. Per più recenti opinioni gli unici casi che possono essere accostati sono quelli di invalidità (nullità e annullabilità), mentre la risoluzione ha funzione essenzialmente diversa.
I principali casi in cui interviene la tutela costitutiva sono i seguenti:
- Invalidità contrattuale: i contratti invalidi sono contratti che sono del tutto o in parte difformi a quanto previsto dalla legge in termini di requisiti (eventuale forma, oggetto impossibile o indeterminabile, causa mancante o illecita). A seguito di tale invalidità il giudice deve necessariamente intervenire per eliminare quella difformità.
- Contratti validi ma viziati nel consenso: In questo caso il contratto è valido ma il soggetto non aveva la capacità di stipularlo (limiti di età, interdizione, stato di ubriachezza o errore..). È la stessa legge a prevedere l'annullabilità di tale contratto viziato a livello soggettivo e l'unica tutela che può effettivamente essere utile è quella costitutiva. Il discorso vale anche in caso in cui il soggetto ha capacità e volontà ma che questa sia stata formata da violenza, stato di pericolo o bisogno.
- Risoluzione giudiziale
- Sentenze costitutivo-determinative: rimedio sostitutivo in quanto una delle parti non possa integrare un proprio potere di autonomia